# Niacin/lovastatin
Niacin/lovastatin (tên thương mại Advicor, Mevacor) là một loại thuốc kết hợp được sử dụng để điều trị rối loạn lipid máu. Nó là sự kết hợp giữa vitamin niacin và thuốc statin lovastatin. Việc chuẩn bị kết hợp được đưa ra thị trường bởi Phòng thí nghiệm Abbott. 
Nó đã được FDA chấp thuận vào ngày 17 tháng 12 năm 2001. 

## Liều dùng
Sự kết hợp có sẵn dưới dạng máy tính bảng có chứa: 
- 500 mg/20 mg
- 750 mg/20 mg
- 1000 mg/20 mg
- 1000 mg/40 mg